# Путинка
«Путинка» — российская водка, производимая российским заводом «Кристалл» с 2003 года.

## Появление
Бренд принадлежал компании «Винэксим», создателем бренда является маркетолог Станислав Кауфман. Ограничений с регистрацией удалось избежать, так как слово «путинка» не является точной копией фамилии, кроме того, оно обозначает русский рыболовный термин «путина». При выводе бренда на рынок расчёт делался на популярность президента Путина среди россиян, и выпуск продукта планируется продолжить даже после его ухода с поста президента: «Эта водка ассоциируется с чем-то очень хорошим. После 2008 года её популярность только возрастёт». С другой стороны, по словам представителя компании, объёмы продаж в регионах «красного пояса» с сильной поддержкой КПРФ отстают по сравнению с другими регионами. В 2008 году компания, владеющая правами на бренд «Путинка», подала в Роспатент заявку на регистрацию товарного знака «Путинка министерская».

## Коммерческие показатели и дистрибуция
«Путинка» была одной из наиболее успешных водочных марок во второй половине 2000-х в РФ, по итогам 2004 года бренд вошёл в тройку самых продаваемых на российском рынке. В период расцвета бренда в 2004—2005 годах ежегодно продавалось около 40 млн литров «Путинки».
В конце 2010 года на фоне падения продаж «Путинки», владельцы бренда приняли решение передать её дистрибуцию Восточно-Европейской дистрибьюторской компании (ВЕДК), аффилированной с владельцами завода «Кристалл», но в 2011 году её производство рухнуло на 52,9 % до 1,35 млн дал. В 2012 году продажи «Путинки» впервые опустились ниже отметки в 1 млн декалитров, после чего во второй половине 2013 года было принято решение передать маркетинговое управление брендом создателю «Путинки» Станиславу Кауфману.
По данным ВЕДК, в 2014 году было продано около 15 млн л «Путинки», что обеспечило бренду четвёртое место среди наиболее продаваемых водок в России и вернуло «Путинку» в топ-5 водок России. В 2015 году продажи немного снизились под натиском дешёвых брендов «Статус-Групп» — доля на рынке составила около 2,1 % рынка, или около 12 млн л.
С января по ноябрь 2015 года согласно мониторингу компании Nielsen, «Путинка» смогла увеличить свою рыночную долю до 2,45 % на падающем рынке водки. По итогам года по объёму продаж марка заняла седьмое место среди российских водочных брендов и четвёртое место в своей ценовой категории «Стандарт» (по цене 270—310 руб. за пол-литровую бутылку). Исходя из рыночной доли, было реализовано около 19 млн л водки под этим брендом.
С 2016 года продажи «Путинки» перешли к алкогольному дистрибьютору Статус-групп. В начале года доля «Путинки» упала до 1,45 %, в апреле-мае — до 1,36 %, доля бренда рухнула с 4-го сразу на 15-е место среди самых продаваемых водок России.
В мае 2022 года была подана заявка на патент торговых знаков с буквами Z и V, в случае одобрения на бутылках «Путинки» появятся надписи «Z своих не бросаем» и «Сила V правде».

## Владельцы бренда
16 сентября 2014 года права на товарные знаки «Путинка», «Путинка перцовая» и ряд других синонимов перешли от ООО «ПромИмпэкс» к ООО «Реал-Инвест». Владельцами «Реал-Инвеста» являются кипрский офшор Ermira Consultants Limited (66,7 %) и ООО «Стик» (33,3 %). Владелец первой компании Владислав Копылов также является соучредителем некоммерческого партнёрства «Поддержка детского спорта» совместно с музыкантом и близким другом президента Владимира Путина Сергеем Ролдугиным. У Ermira Consultants Limited РБК обнаружил несколько свидетельств, что офшор вместе с заводом «Кристалл» связан со структурами братьев Ротенбергов (Аркадия, Бориса и Игоря) .
В марте 2016 года на сайте Роспатента появилась информация о заключении лицензионного договора на использование бренда «Путинка» с компанией «Алкомир», принадлежащей миллиардеру Василию Анисимову, в прошлом владевшим московским водочным заводом «Кристалл» и ВЕДК Согласно сообщению Роспатента, договор между «Реал-Инвестом» и «Алкомиром» был заключён ещё 5 сентября 2014 года, однако сведения о нём в реестре зарегистрированных товарных знаков на сайте Роспатента отсутствуют.
По состоянию на 2022 год права на водку принадлежали компании «Байкал-Инвест».

## Награды и оценки
«Путинка» удостаивалась наград. Экспертный совет компании «Супербренд» под председательством Александра Шохина присвоил водке звание «Super-brand». В 2007 году департамент кашрута при главном раввинате России выдал сертификат кошерности водке (сорта «Путинка перцовая» и «Путинка ограниченная партия»).